# Virazeil
Virazeil is een gemeente in het Franse departement Lot-et-Garonne (regio Nouvelle-Aquitaine). De plaats maakt deel uit van het arrondissement Marmande.  Virazeil telde op 1 januari 2022 1.696 inwoners.

## Geografie
De oppervlakte van Virazeil bedroeg op 1 januari 2022 19,87 vierkante kilometer; de bevolkingsdichtheid was toen 85,4 inwoners per km².

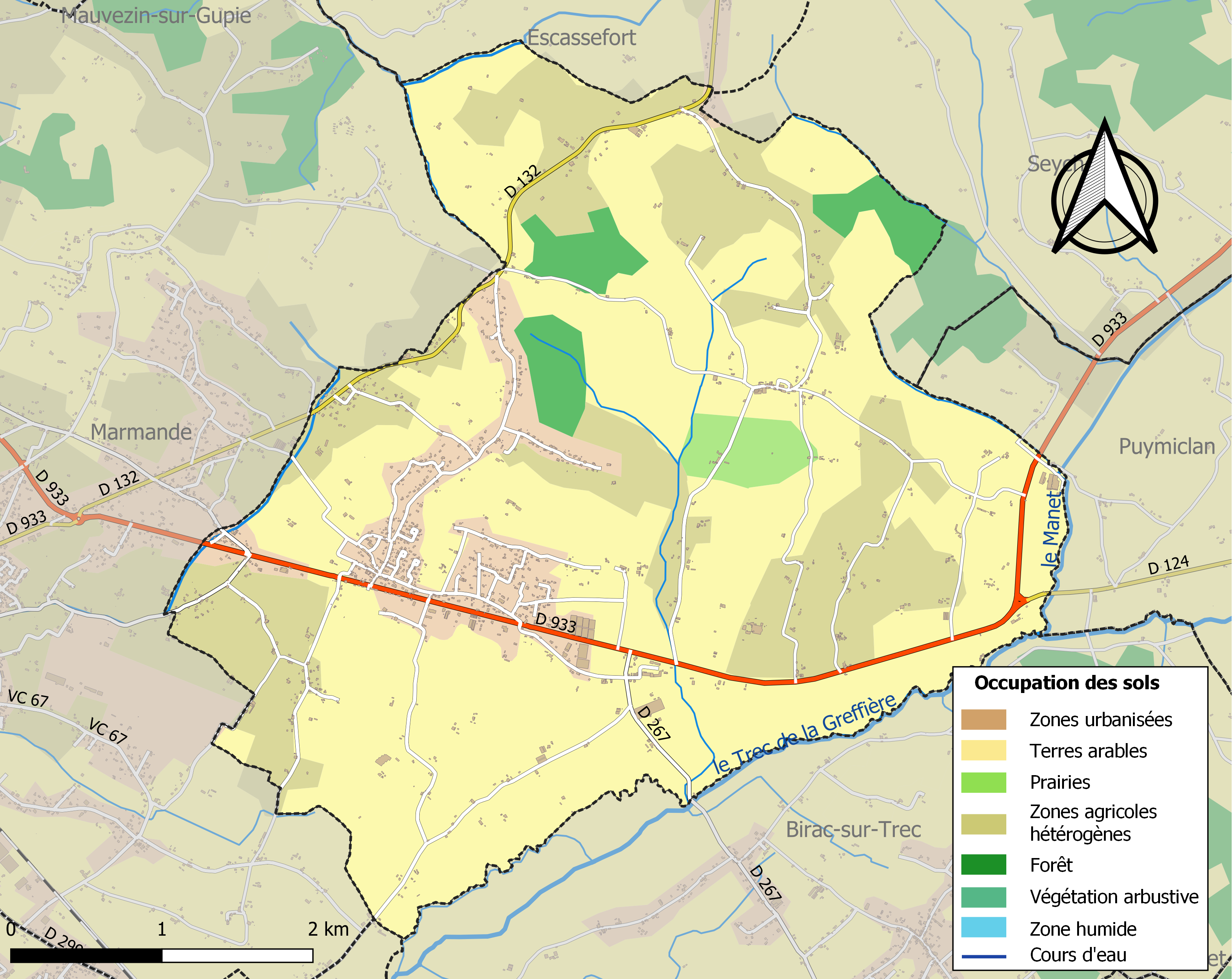
Kaart van de gemeente met de belangrijkste infrastructuur, bodemgebruik en omliggende gemeenten

## Demografie
Onderstaande figuur toont het verloop van het inwonertal (bron: INSEE-tellingen).